# 리군 (앨라배마주)

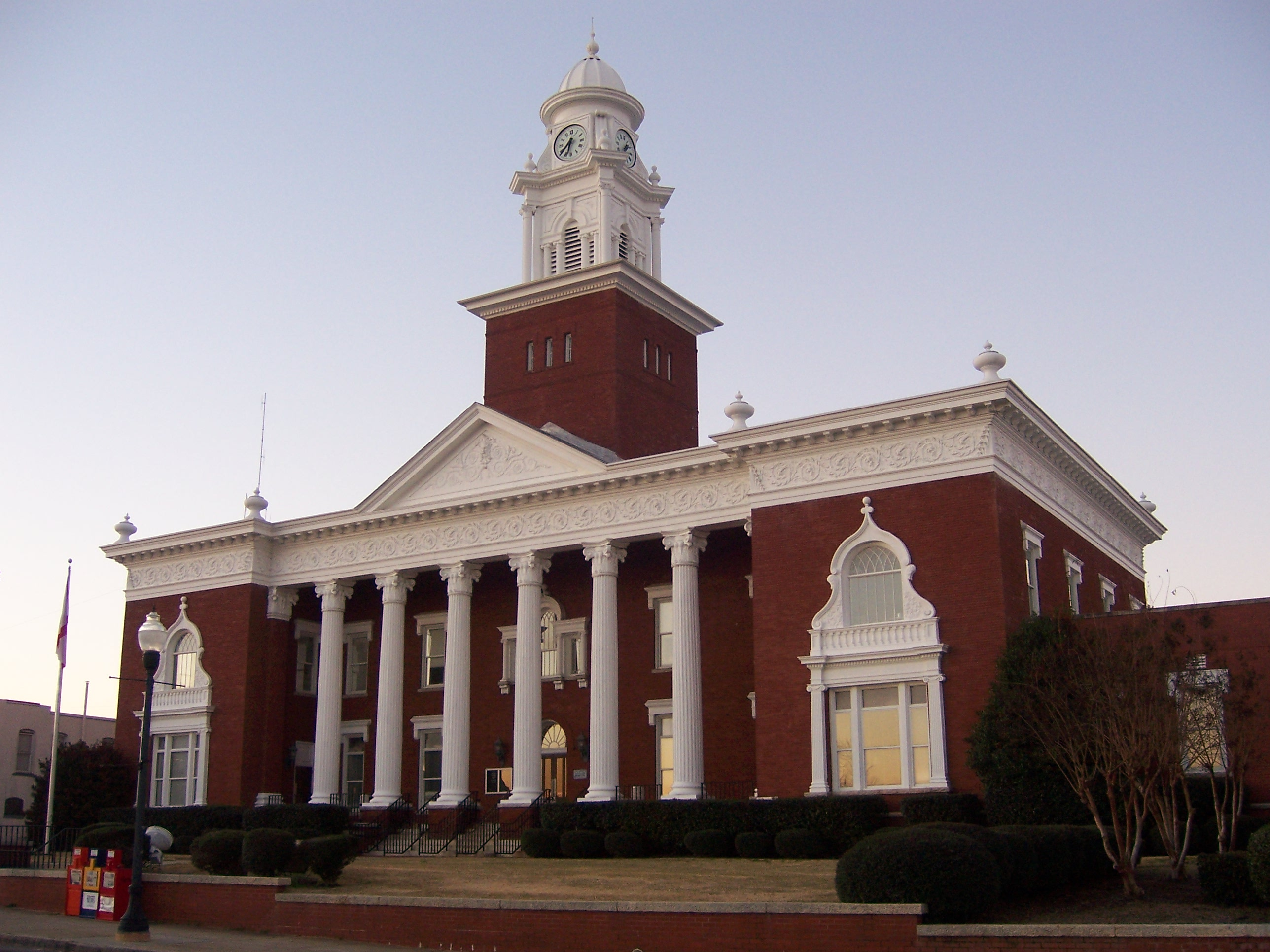

리군 또는 리 카운티(Lee County)는 미국 앨라배마주에 위치한 군이다. 군청 소재지는 오펠라이카(Opelika)고, 가장 큰 도시는 오번(Auburn)이다. 남북전쟁 당시 남부군 총사령관인 로버트 E. 리의 이름을 따서 만들어진 군이다. 2010년 기준으로 이 지역의 인구 수는 총 140,247명이다. 2019년 추산으로 이 지역의 총 인구 수는 164,542명이다.

## 인구
| 인구조사                                                      | 인구    | Note  | %±    |
| ------------------------------------------------------------- | ------- | ----- | ----- |
| 1870년                                                        | 21,750  |       | —     |
| 1880년                                                        | 27,262  |       | 25.3% |
| 1890년                                                        | 28,694  |       | 5.3%  |
| 1900년                                                        | 31,826  |       | 10.9% |
| 1910년                                                        | 32,867  |       | 3.3%  |
| 1920년                                                        | 32,821  |       | −0.1% |
| 1930년                                                        | 36,063  |       | 9.9%  |
| 1940년                                                        | 36,455  |       | 1.1%  |
| 1950년                                                        | 45,073  |       | 23.6% |
| 1960년                                                        | 49,754  |       | 10.4% |
| 1970년                                                        | 61,268  |       | 23.1% |
| 1980년                                                        | 76,283  |       | 24.5% |
| 1990년                                                        | 87,146  |       | 14.2% |
| 2000년                                                        | 115,092 |       | 32.1% |
| 2010년                                                        | 140,247 |       | 21.9% |
| 2019 (추산)                                                   | 164,542 | [ 1 ] | 17.3% |
| U.S. Decennial Census 1790–1960 1900–1990 1990–2000 2010–2018 |         |       |       |